# 云南省军政委员会
云南省军政委员会存在于1950年至1952年间，是云南省人民政府委员会的决策指导机关，是云南解放初期协助中国人民解放军及云南省人民政府接管地方军政权力而建立的特殊机关，不具有政府职能，没有下属地方机构:442。

## 历史
1950年3月15日，中央人民政府政务院任命卢汉为云南省军政委员会主任，宋任穷、周保中为副主任:294。9月5日，中央人民政府批准任命白小松、安恩溥、李鸿祥、周体仁、张冲、庄田、郭天民、陈赓、万保邦、郑伯克10人为委员，共13人组成云南省军政委员会。1950年10月30日与云南省人民政府委员会联合举行就职典礼:442。云南省军政委员会的职能是对云南省的军政工作提出意见与指导，并协助解放军与人民政府整编起义军、扫除反抗力量、推行人民币、推销公债、支持抗美援朝等，在土地改革运动、镇压反革命运动、三反五反运动中帮助人民政府推行政策法令，促进各族各界人民的团结。云南省军政工作的决策问题，一般由云南省军政委员会的主席、副主席与云南省军区、云南省人民政府主要领导人共同商议决定或提出指导建议。1952年9月22日，云南省军政委员会宣布撤销，主席卢汉、副主席宋任穷调至西南军政委员会任职，其他人员交由省人民政府安排工作:443。